# Östliches Hasenkänguru

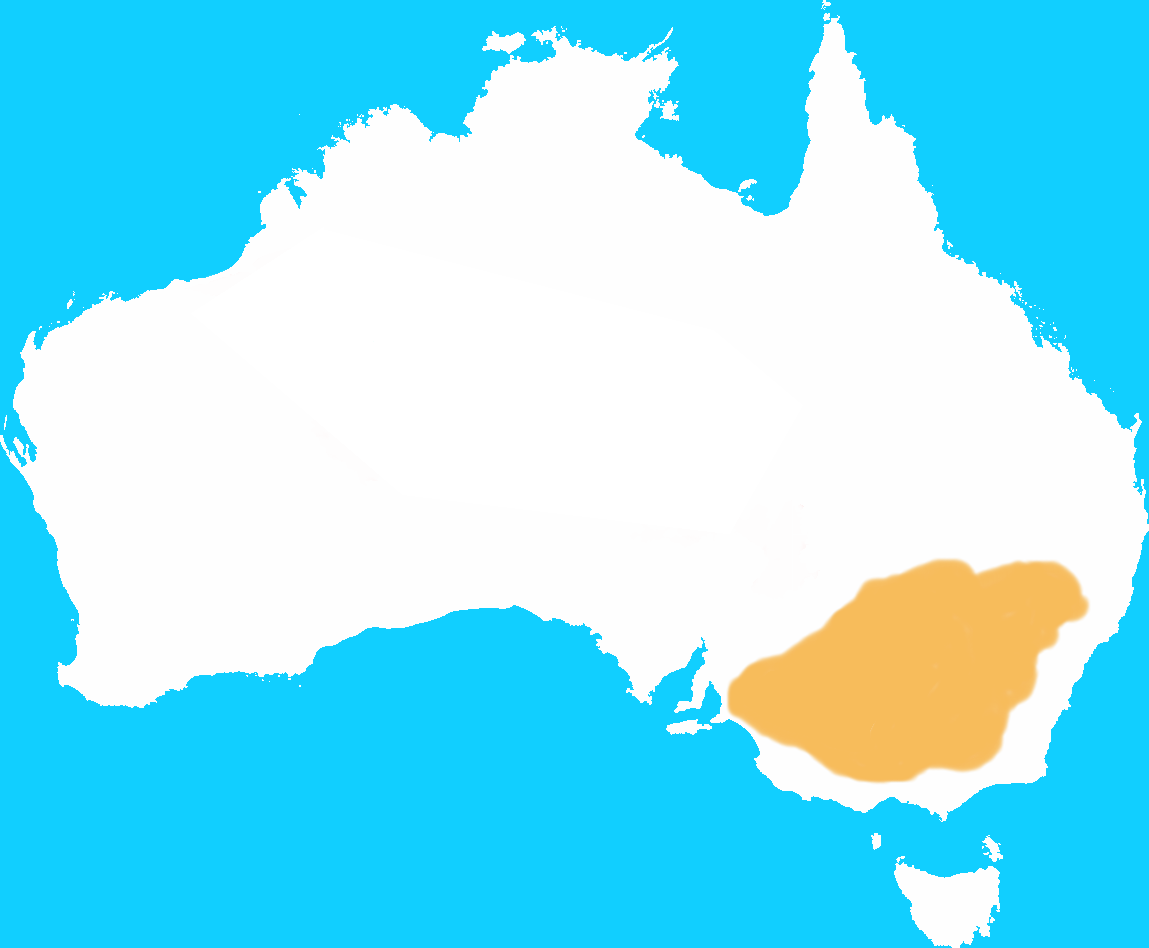
Verbreitungskarte des Östlichen Hasenkängurus

Das Östliche Hasenkänguru (Lagorchestes leporides) ist eine ausgestorbene Beuteltierart aus der Familie der Kängurus (Macropodidae).
Wie alle Hasenkängurus war es ein sehr kleiner Vertreter der Kängurus und erreichte die Ausmaße eines Hasen. Sein Fell war an der Oberseite graubraun gefärbt, die Flanken waren rötlich und die Unterseite weiß. Wie bei den meisten Kängurus waren die Hinterbeine deutlich länger und kräftiger als die Vorderbeine und der Schwanz lang und muskulös.
Die Östlichen Hasenkängurus lebten im südöstlichen Australien, ihr Verbreitungsgebiet umfasste das östliche South Australia, das westliche New South Wales und das nordwestliche Victoria. Ihr Lebensraum waren offene Grasländer.
Bis in die Mitte des 19. Jahrhunderts waren die Tiere relativ häufig, dann setzte der Rückgang der Populationen ein. Hauptgründe dafür waren die Umwandlung ihres Lebensraums in Weideland für Schafe und Rinder und die Abschaffung der traditionellen Brandrodung der Aborigines, die ein kleinflächiges Muster von altem und jungem Pflanzenbewuchs geschaffen und so für Nahrung und Deckung für die Tiere gesorgt hatte. Das letzte Exemplar wurde 1890 gesichtet.
In Europa wurde die Art in den Zoos von Berlin und Frankfurt gepflegt.
Der Artzusatz im wissenschaftlichen Namen ist aus dem lateinischen Wort lepus (Hase) und der Endung -eides (entsprechend) zusammengesetzt. Da die Art anfänglich in der Gattung Macropus gelistet wurde, ergab sich keine Dopplung zum Gattungsnamen.

## Belege
1. ↑   ZTL 10.6.
2. ↑  Conder & Strahan (Hrsg.): Dictionary of Australian and New Guinean Mammals. CSIRO PUBLISHING, 2007, ISBN 978-0-643-10006-0, S. 64 (Lagorchestes leporides).